# Miscanthus ecklonii
Miscanthus ecklonii är en gräsart som först beskrevs av Christian Gottfried Daniel Nees von Esenbeck, och fick sitt nu gällande namn av David John Mabberley. Miscanthus ecklonii ingår i släktet miskantusar, och familjen gräs. Inga underarter finns listade i Catalogue of Life.